# 散瘤結螺
散瘤結螺（学名：Cronia aspera）为骨螺科擬岩螺屬下的一个种。